# Добжанково
Добжанково (пол. Dobrzankowo) — село в Польщі, у гміні Пшасниш Пшасниського повіту Мазовецького воєводства. Населення — 416 осіб (2011).
У 1975-1998 роках село належало до Остроленцького воєводства.

## Демографія
Демографічна структура станом на 31 березня 2011 року:
|          | Загалом | Допрацездатний вік | Працездатний вік | Постпрацездатний вік |
| -------- | ------- | ------------------ | ---------------- | -------------------- |
| Чоловіки | 208     | 38                 | 142              | 28                   |
| Жінки    | 208     | 39                 | 117              | 52                   |
| Разом    | 416     | 77                 | 259              | 80                   |